# Simone Zgraggen
 (janvier 2023).
Si vous disposez d'ouvrages ou d'articles de référence ou si vous connaissez des sites web de qualité traitant du thème abordé ici, merci de compléter l'article en donnant les références utiles à sa vérifiabilité et en les liant à la section « Notes et références ».
Simone Zgraggen, née le 8 août 1975 à Altdorf dans le canton d'Uri, est une violoniste suisse, professeur à l’école supérieure de musique de Fribourg-en-Brisgau.

## Biographie
Simone Zgraggen commence le violon à cinq ans. Elle effectue ses études avec Alexander van Wijnkoop à la haute école de musique de Lucerne et à l’académie de musique de Bâle, puis auprès d’Ulf Hoelscher à l’école supérieure de musique de Karlsruhe. Elle obtient tous ses diplômes avec la plus haute distinction.
En 2012, elle est nommée professeur à l’école supérieure de musique de Fribourg-en-Brisgau après avoir enseigné au Conservatoire de Zurich de 2001 à 2012 et à l’école supérieure de musique de Karlsruhe de 2001 à 2004.
Elle est premier violon à la Basel Sinfonietta et à la Zuger Sinfonietta.

## Instrument et archet
Simone Zgraggen joue le violon Stradivarius « Golden Bell » de 1686.
Elle utilise des archets de Louis Henri Gillet, Joseph-Alfred Lamy et Claude Thomassin ainsi qu'un archet baroque de l'archetier Carsten G. Löschmann.

## Prix et distinctions
- 2006 : Heinrich Danioth fondation pour les arts et la culture : Premier prix
- 2002 : Felix Mendelssohn, concours des hautes écoles allemandes : Premier prix
- 2001 : Carl Flesch académie Baden-Baden : Prix Brahms et Prix Lions
- 1999 : Meadowmount School of Music : Shar Award

## Enregistrements
- Ammann, Unbalanced Instability - avec Baldur Brönnimann et Basel Sinfonietta (28 avril 2023, Naxos 8.551474)
- Schoeck, Les trois sonates pour violon et piano - avec Ulrich Koella, piano (27 octobre 2007, Claves 50-2503) (OCLC 658426218)
- Boccherini, Quintette à cordes en mi majeur, op. 13 no 5 et Schubert, Quintette à cordes en ut majeur, D. 956, op. posth. 163 - avec le Schubert-Quintett (5 août 2005, Genuin GEN 86521)[1] (OCLC 937053045)
- Brahms, Concerto pour violon et violoncelle en la mineur, op. 102 et Bach, Partita pour violon seul nº 2 en ré mineur, BWV 1004 - avec Grigory Alumyan et la Baden-Badener Philharmonie, dir. Werner Stiefel (Bella Musica BM 31.2345) (OCLC 704915205)